# Wingspan (jeu)
Pour les articles homonymes, voir Wingspan (homonymie).
Wingspan (aussi annoté Wingspan à tire d'ailes) est un jeu de société conçu par Elizabeth Hargrave et publié par Stonemaier Games en 2019. Il s'agit d'un jeu de société de gestion pour 1 à 5 joueurs de type "engine-building" dans lequel les joueurs s'affrontent pour attirer les oiseaux dans leurs réserves naturelles.
Au cours du processus de développement du jeu, Elizabeth Hargrave crée les cartes d'oiseaux grâce à des spécimens observés dans le Maryland, avec des statistiques provenant de diverses bases de données biologiques ; les capacités en jeu des oiseaux ont également été choisies pour ressembler à des caractéristiques réelles.
À sa sortie, Wingspan reçoit des éloges critiques pour son gameplay, ses éléments thématiques précis et ses illustrations. Le jeu a notamment remporté de nombreux prix, dont le Kennerspiel des Jahres 2019. Plusieurs extensions et une édition numérique ont été publiées par la suite.

## Principe du jeu
Wingspan est un jeu de gestion sur le thème de l'ornithologie. Les joueurs dépensent des ressources pour jouer des oiseaux dans leur volière, représentés par 170 cartes illustrées. La volière possède trois types d'habitats représentés sur leurs plateaux de joueur : forêt, prairie ou zone humide. Chaque habitat est associé à une action différente du joueur : obtenir des ressources alimentaires pour jouer des oiseaux (forêt), pondre des œufs sur les oiseaux (prairie) ou piocher des cartes (marais).
Au cours de chacun des quatre tours de jeu, les joueurs activent à tour de rôle les habitats sur leurs plateaux de jeu ou ajoutent de nouveaux oiseaux depuis leur main en payant leur coût. À mesure que des oiseaux sont ajoutés à un habitat, l'action de base associée à cet habitat est améliorée. De plus, certains oiseaux ont des capacités spéciales qui sont activées lorsqu'un joueur utilise l'habitat correspondant,.

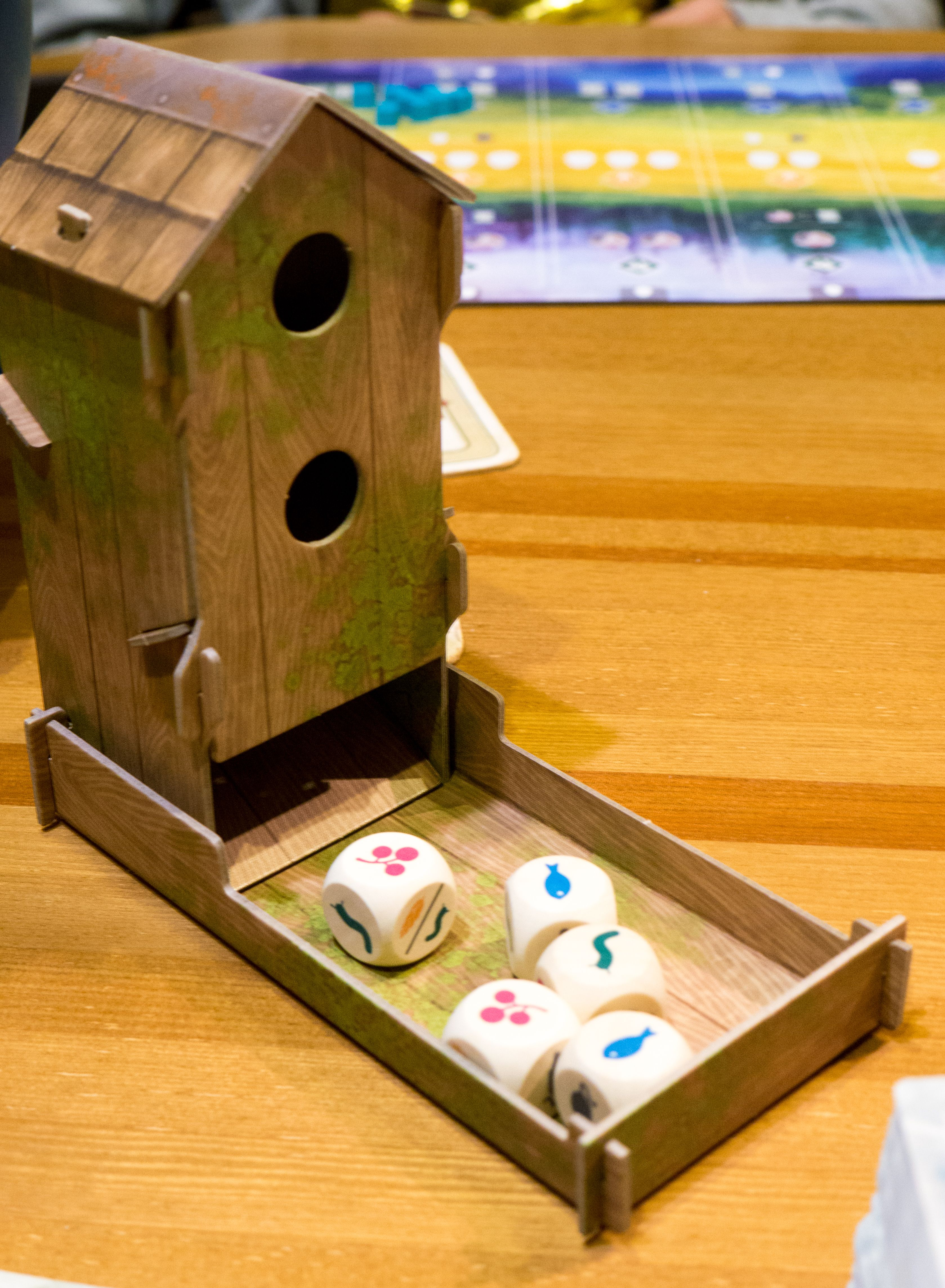
Tour de dés sous forme de mangeoire à oiseaux.

À la fin du quatrième tour, les joueurs marquent des points pour les points des oiseaux présents dans la volière, les points des cartes bonus complétées, les points des objectifs de fin de manche, les œufs pondus sur les oiseaux de la volière, les nourritures stockées sur les oiseaux de la volière, et les cartes recouvertes par les oiseaux de la volière. Le joueur avec le plus de points remporte la partie.

## Développement
Wingspan est conçu par Elizabeth Hargrave, consultante en santé américaine et ornithologue amateure. Le jeu est inspiré par ses visites au lac Artemesia près de chez elle, dans le Maryland. Elle déclare avoir choisi ce thème parce qu'il y avait « trop de jeux sur les châteaux et l'espace, et pas assez de jeux sur des sujets qui m'intéressent ». Lors de ses visites, elle créait des cartes personnalisées pour chaque oiseau qu'elle y observait, avec plusieurs centaines d'espères classées selon une centaine de critères.
Les pouvoirs spéciaux conférés par les oiseaux dans le jeu ressemblent étroitement aux caractéristiques uniques des oiseaux réels documentés, avec par exemple des statistiques sur leur régime alimentaire, leur habitat, leur statut de conservation ou leur envergure des oiseaux. Elle a également utilisé des données provenant du Cornell Lab of Ornithology, de la Liste rouge de l'UICN et de la société nationale Audubon.
Elizabeth Hargrave présente le concept de Wingspan à Stonemaier Games en 2016, qui avait déjà publié Viticulture et Scythe,. Le concept du jeu Wingspan intéresse Jamey Stegmaier, président de Stonemaier Games, qui commente que « [il y a] quelque chose chez les oiseaux qui incarne le désir humain de collectionner, de trier et d'admirer ». Jamey Stegmaier fait également l'éloge du mécanisme de construction du moteur interne au jeu, reposant sur les synergies entre oiseaux. Les illustrations du jeu, qui comprend 170 cartes dans sa version de base, ont été dessinées à la main par Ana Maria Martinez Jaramillo, Natalia Rojas et Beth Sobel,.

## Accueil

### Critiques
Wingspan reçoit des critiques élogieuses dès sa sortie. 
Le système d'action du jeu est salué par Matt Thrower d'IGN, qui le décrit comme « un équilibre complexe entre le recrutement d'oiseaux, leur alimentation et le marquage de points de victoire ». Chaque carte oiseau étant unique, cela contribue à la rejouabilité du jeu. Stuart West de Nature est du même avis, soulignant les pouvoirs uniques des cartes oiseaux et des cartes bonus. 
Les décisions stratégiques prises pour le jeu ont également été saluées. Les diverses interconnexions des capacités des oiseaux sont commentées par Dan Kois de Slate, qui déclare que les oiseaux sont « tricotés ensemble dans un réseau de relations complexes et mutuellement bénéfiques » à mesure que le jeu progresse. De même, Angela Chuang de la revue scientifique Science décrit les mécanismes de construction du moteur comme « convaincants » et ressemblants avec la réalité. Dans un article pour le New Scientist, Dino Motti classe Wingspan parmi les neuf meilleurs jeux de société à thème scientifique et décrit le jeu comme contenant « des centaines de cartes d'oiseaux magnifiquement illustrées avec des capacités spéciales qui fonctionnent en synergie lorsqu'elles habitent une gamme d'environnements ».
L'accessibilité de Wingspan est aussi fortement saluée, comme Saif Al-Azzawi du Los Angeles Times qui note « l'équilibre parfait entre stratégie et facilité ». Dans une critique des jeux basés sur les STIM, The Guardian souligne l'accessibilité du jeu, déclarant qu'il « méritait d'être un succès ». Le thème du jeu est aussi accueilli positivement car il augmente l'accessibilité, Kois notant son attrait auprès d'une grande variété de groupes démographiques. Stuart West et Aaron Zimmerman Ars Technica saluent aussi l'accessibilité du jeu,.
La qualité des composants de Wingspan et son thème sont soulignées. Stuart West décrit un « travail d'amour évident », décrivant les pions œufs comme « délicats, aux teintes pastel » et les cartes d'oiseaux comme « superbement dessinées ». Aussi bien Vox que The New York Times saluent la qualité des pièces de jeu et des illustrations des cartes.  
Le thème du jeu a été décrit comme « découlant élégamment de la biologie » par Nature et « engagé envers l'intégrité scientifique » selon Brian Anderson qui a également commenté l'utilisation par le jeu de guides ornithologiques bien connus et de la base de données du Cornell Lab of Ornithology. Dans The New York Times, Siobhan Roberts remarque « l'intégrité scientifique » du jeu.
Cependant, tous les aspects de Wingspan n’ont pas été reçus positivement. Dan Kois critiqué l'équilibre, affirmant que vers la fin du jeu, pondre des œufs est la seule stratégie préférable. Ce sentiment a été partagé par Zimmerman, qui a critiqué l'action peut-être « surpuissante » de pondre des œufs, qui a donné lieu à une fin du jeu « monotone ». De plus, bien qu'il ait salué l'accessibilité, il déclare préférer « un peu plus de précision dans la prise de décision » et a également noté le manque d'interaction entre les joueurs.
Le jeu est par ailleurs classé dans plusieurs top des meilleurs jeux de l'année 2018,.

### Ventes
Wingspan est aussi accueilli positivement sur le plan commercial, se vendant à 44 000 exemplaires dans le monde entier en trois tirages au cours de ses deux premiers mois de sortie. Stonemeir Games présente par ailleurs des excuses publiques pour ne pas avoir plus d'exemplaires disponibles. 
A la fin 2019, le jeu s'était vendu à environ 200 000 exemplaires dans le monde. Le cap des 600 000 copies est atteint en mars 2021 et celui des 1,3 million en septembre 2021, ce qui représente le plus grand nombre d'exemplaires vendus pour Stonemaier Games.

## Extensions
La première extension nommée « Europe » est publiée en 2019. Elle intègre 81 nouvelles cartes d'oiseaux provenant du continent européen, des nouvelles capacités d'oiseaux permettant plus d’interaction entre les joueurs, des nouveaux objectifs de fin de manche ainsi que des nouvelles cartes bonus. Cette extension comprend également de nouveaux mécanismes et pouvoirs d'oiseaux, tels que des oiseaux qui bénéficient de nourriture supplémentaire et des pouvoirs qui se déclenchent à la fin du tour. 
La deuxième extension, « Océanie », qui se concentre sur les oiseaux d'Australie et de Nouvelle-Zélande, est publiée fin 2020. Elle inclut 95 nouvelles cartes d'oiseaux, des objectifs de fin de manche, des tapis de joueur et un nouveau type de nourriture appelé nectar. Elle ajoute aussi des oiseaux avec des pouvoirs de fin de partie, qui se déclenchent seulement une fois le dernier tour de jeu terminé. D'après Stonemaier Games, la création de cette extension a été décidée en réponse au grand nombre d'oiseaux touchés par les feux de brousse en Australie en 2019 et 2020. L'éditeur a fait un don d'un dollar pour chaque précommande à WIRES, une ONG vouée à la protection de la faune sauvage en Australie. Au 22 janvier 2020, leur don total s'élevait à 7 439 dollars américains (10 834 dollars australiens)
La dernière extension, « Asie » , se concentre sur les oiseaux de Chine, d'Inde et du Japon et a été publiée fin 2022. Cette nouvelle extension comprend 90 nouvelles cartes oiseaux, 14 cartes bonus, 18 cartes Automate et deux autres façons de jouer : les modes Duo (variante pour 2 joueurs sans avoir besoin du jeu de base) et Flock permettant jusqu'à 7 joueurs, contre 5 maximum initialement

## Récompenses

### Prix remportés
- « Meilleur jeu pour connaisseurs »[33],[34] du Spiel des Jahres 2019.
- « Meilleur jeu expert »[35],[36] du Tric Trac d'or 2019.
- « Meilleur jeu famille/adulte »[37] du Deutscher Spiele Preis 2019

### Nominations
- Nommé au « Meilleur jeu expert »[38] du Nederlandse Spellenprijs 2019
- Nommé au « Meilleur jeu de stratégie multi-joueur »[39] du International Gamers Awards 2019